# Nosso Lar 2: Os Mensageiros
Nosso Lar 2: Os Mensageiros é um filme brasileiro, dos gêneros drama e espiritualista, escrito e dirigido por Wagner de Assis, com lançamento em 25 de janeiro de 2024. O roteiro foi baseado na obra Os Mensageiros (1944), psicografado pelo médium Chico Xavier, sob a influência do espírito André Luiz.
Sendo a sequência do filme Nosso Lar, de 2010, em Nosso Lar 2: Os Mensageiros, uma equipe de trabalhadores de Nosso Lar, mais conhecidos como Mensageiros, vêm à Terra em missão de resgate e auxílio a companheiros que estão prestes a fracassarem em suas vidas, esquecendo o planejamento que fizeram, e colocando seus destinos na direção de grandes sofrimentos.
O filme é estrelado pelo ator Renato Prieto no papel do personagem principal, André Luiz, e conta ainda com Edson Celulari, Felipe de Carolis, Mouhamed Harfouch, Vanessa Gerbelli, Fernanda Rodrigues, Fábio Lago, e participação de Othon Bastos.

## Enredo
André Luiz (Renato Prieto) integra-se a um grupo de espíritos mensageiros liderada por Aniceto (Edson Celulari), que parte em direção à Terra para acompanhar os desdobramentos de uma missão que corre o risco de fracassar: a criação de uma obra espiritual que ligue os dois mundos. No processo, também enfrentam seus próprios dramas. Juntos, eles se dedicam a cuidar de três protegidos cujas histórias estão interligadas: Otávio (Felipe de Carolis), jovem médium que não cumpriu com o planejado em sua missão; Isidoro (Mouhamed Harfouch), líder de uma casa espírita; e Fernando (Rafael Sieg), empresário responsável pelo financiamento do projeto.

## Elenco
- Renato Prieto – André Luiz
- Edson Celulari – Aniceto
- Othon Bastos – Anacleto, governador de Nosso Lar
- Fábio Lago – Vicente
- Fernanda Rodrigues – Isis
- Felipe de Carolis – Otávio
- Vanessa Gerbelli – Amanda
- Rafael Sieg – Fernando
- Julianne Trevisol – Isabel
- Mouhamed Harfouch – Isidoro
- Camila Lucciola – Aurélia
- Léo Castro – Januário
- Ju Colombo – Ismênia
- Aline Prado – Mensageira Isaura
- Nando Brandão – Mensageiro Antônio
- Letícia Braga – Joaninha
- João Barreto – Gregório
- Thales Miranda – Joãozinho
- Maria Volpe – Marieta
- Lidiane Oliveira – Chica
- Arthur Ferreira – João Carlos
- Jaime Leibovitch – Médico
- Jovan Ferreira – Consulente
- Alex Moczy – Homem doente

## Produção
Em 7 de agosto de 2015, a Federação Espírita Brasileira (FEB) anunciou que seria feita a sequência do filme de grande sucesso Nosso Lar (2010), intitulado Nosso Lar 2: Os Mensageiros, e que, assim como no primeiro filme, contaria com direção de Wagner de Assis. Em 2017, o filme entrou em fase de pré-produção, com a captação de recursos para a realização do mesmo. Em 24 de agosto de 2018, a FEB informou que o filme estava programado para ser lançado no início de 2019.
Em 18 de abril de 2022, foi revelado que o ator Edson Celulari participaria do longa-metragem, e o elenco se reuniu no Rio de Janeiro para uma oficina sobre o Espiritismo, a FEB, Chico Xavier, e André Luiz, com foco no livro Os Mensageiros (1944). As filmagens tiveram início na semana seguinte, em 26 de abril de 2022, no Rio de Janeiro, e o filme tinha previsão de lançamento para 2023. No início de junho de 2022, o filme entrou em pós-produção.

## Lançamento
Em 24 de abril de 2023, a produtora Cinética Filmes disponibilizou o pôster e trailer oficiais do filme, bem como a data de estreia, prevista para 31 de agosto de 2023. Em 9 de agosto de 2023, a empresa anunciou nova data de lançamento, prevista para 25 de janeiro de 2024.
Efetivamente, estreou em 25 de janeiro de 2024, com sucesso em bilheterias tornando-se a sexta maior abertura da história do cinema brasileiro desde 2022, pós-pandemia de COVID. O longa vendeu mais de 500 mil ingressos em seu primeiro fim de semana. Também foi o segundo filme mais visto em toda a América Latina no fim de semana de estreia.